# André Delvaux
André Delvaux, född 21 mars 1926 i Oud-Heverlee, Flamländska Brabant, död 4 oktober 2002 i Valencia, Spanien, var en belgisk filmskapare. Han var medgrundare av film- och teaterskolan INSAS och engagerad i framväxten av en inhemsk belgisk filmkultur. Hans filmer har ofta litterära förlagor och ett drömlikt, symbolladdat berättande.

## Liv och gärning
André Delvaux läste germansk filologi och juridik vid Université Libre de Bruxelles och arbetade som stumfilmspianist på 1950-talet. Han arbetade därefter som lärare i nederländska vid Athénée communal Fernand Blum i Schaerbeek. Hans engagemang för den belgiska filmkulturen ledde till att han 1962 var en av grundarna till film- och teaterskolan INSAS i Bryssel. I början av 1960-talet regisserade han ett antal dokumentärfilmer om filmskapare som Jean Rouch och Federico Fellini för TV-kanalen RTB.
Delvaux långfilmsdebuterade 1966 med Mannen som lät snagga sig, efter en roman av Johan Daisne. Han gjorde filmer både på flamländska och franska. Till hans kändaste filmer hör den andra Daisne-filmatiseringen En natt, ett tåg, Julien Gracq-filmatiseringen Möte i Bray som tilldelades Louis Delluc-priset, samt L'Œuvre au noir, som bygger på en roman av Marguerite Yourcenar och tävlade vid filmfestivalen i Cannes 1988. Delvaux dog av en hjärtattack 2002 i Valencia, Spanien.

## Filmregi i urval
- Mannen som lät snagga sig (De Man die zijn haar kort liet knippen) (1965)
- En natt, ett tåg (Un soir, un train) (1968)
- Möte i Bray (Rendez-vous à Bray) (1971)
- Belle (1973)
- Sliten mellan hund och varg (Een vrouw tussen hond en wolf) (1979)
- Benvenuta (1983)
- Babel opéra (1985)
- L'Œuvre au noir (1988)